# Isseis
Os Isseis foram os primeiros imigrantes japoneses que chegaram no Brasil.
Eles vieram entre 1908 e 1973. Os primeiros chegaram a bordo do Kasato Maru, um navio japonês. Esses primeiros imigrantes tinham que passar uma espécie de quarentena no porto de Kobe, Japão, para evitar que eles trouxessem doenças para o Brasil, com isso muitas famílias foram separadas por causa desse tipo de conjuntivite. Eles chegaram e não conheciam nada do país, a língua era desconhecida, santos estranhos, comidas diferentes e costumes absurdos. Eles educaram seus primeiros filhos à moda japonesa, em casa e só falavam a língua materna, pois tinham o sonho de fazer riqueza no Brasil e pouco tempo voltar. Mas não foi o que aconteceu, eles ficaram aqui por muito tempo e hoje o Brasil tem o maior número de japoneses fora do Japão.